# Memecylon bremeri
Memecylon bremeri är en tvåhjärtbladig växtart som beskrevs av M.B. Viswan.. Memecylon bremeri ingår i släktet Memecylon och familjen Melastomataceae. Inga underarter finns listade i Catalogue of Life.